# Городской совет Калгари
Городско́й сове́т Ка́лгари (англ. Calgary City Council) — законодательный орган управления, представляющий горожан Калгари. Совет состоит из двух секретариатов: Секретариата мэра и Секретариата олдермена. В октябре 2021 г. 37-м главой исполнительной власти города в Секретариат мэра была избрана Джоти Гондек — первая женщина-мэр в истории города. Секретариат олдермена состоит из 14 олдерменов, каждый из которых представляет один из 14 районов Калгари.

## Выборы
Мэр Калгари избирается на общегородском голосовании всеми лицами, имеющими право голосовать на выборах. Мэр представляет интересы всего города. Олдермены избираются в каждом отдельном районе. Олдермены представляют интересы только соответствующих районов. Срок полномочий мэра и олдерменов составляет 3 года. Следующие выборы пройдут в октябре 2010 года.

## Система управления
Городской совет Калгари — совещательно-стратегический орган. Совет определяет свою политику для управления городом, основываясь на информации, предоставляемой четырьмя постоянными комитетами по политической стратегии:
1. Производство и окружающая среда,
2. Финансы,
3. Транспорт и
4. Коммунальные службы.

Эти комитеты собираются раз в месяц в здании Городского совета, состоят из олдерменов и отвечают за утверждение стратегий и передачу их Городскому совету. Общественность может приглашаться на заседания комитетов для проведения презентаций. Все решения, принимаемые на этих заседаниях, требуют окончательного одобрения всего Совета.
Есть также несколько общественных комитетов, коллегий и органов, помогающих разрабатывать политику по специальным вопросам, таким как парковка автомобилей, сохранение объектов наследия, планировка и развитие. Эти общественные комитеты, коллегии и органы состоят из граждан и не менее одного олдермена.
Городской совет собирается трижды в месяц по понедельникам в кабинете совета в калгарийском муниципальном здании. Два заседания являются очередными — на них обсуждаются результаты работы четырёх стратегических комитетов. Третье заседание — это публичное слушание, на котором обычно обсуждаются вопросы планировки. Горожане не могут выступать перед Советом олдерменов на двух очередных заседаниях — специально для этого проводятся публичные слушания по особым вопросам.

### Финансирование
Операционный бюджет города в 2007 составлял 2,1 миллиарда $ и на 41 % обеспечивался налогами на собственность. Ежегодно налогов на собственность собирается на сумму 757 миллионов $, в том числе 386 миллионов $ с жилой недвижимости и 371 миллион $ — с нежилой. 54 % бюджета расходуется на зарплату 13 043 городских служащих и приобретения. Средняя калгарийская семья ежегодно тратит приблизительно 2100 $ на уплату городских налогов.

## История

### Мэр
С 1823 по 1923 выборы мэра проходили ежегодно. По плебисциту, проведённому в 1923, срок полномочий мэра был увеличен с одного года до двух лет. В 1968 Городской акт снова увеличил срок полномочий на один год до трёх лет.

### Олдермены
С 1884 по 1886 в городе избиралось четыре члена совета. В 1894 Калгари был разделён на три района, а число советников увеличилось до шести: каждый район был представлен двумя олдерменами. В 1906 был создан четвёртый район, и число олдерменов составило 12 человек. С 1914 по 1960 система районов была отменена и олдермены избирались всеми жителями города на двухлетний срок. Плебисцит 1960 года восстановил систему районов в городе. Было создано шесть районов, каждый из которых был представлен двумя олдерменами. С 1976 по настоящее время в городе насчитывается 14 районов, и каждый район представлен одним олдерменом. Срок полномочий мэра и олдермена составляет три года. Калгари является одним из всего лишь семи городов Альберты, где по-прежнему используется термин олдермен для обозначения членов совета. 14 декабря 2010 совет проголосовал за то, чтобы сменить название должности на советник, и это решение вступит в силу после следующих выборов в октябре 2013.

## Районы, микрорайоны и олдермены
| Район    | Олдермен            | Срок полномочий                                                         | Микрорайоны |
| -------- | ------------------- | ----------------------------------------------------------------------- | --- |
| Район 1  | Дейл Ходжес         | - 1983—2013                                                             | Боунесс, Варсити, Вэлли-Ридж, Гринвуд — Гринбрайар, Калгарийский университет, Канадский олимпийский парк, Крестмонт, Монтгомери, Роял-Ок, Роки-Ридж, Силвер-Спрингс, Синик-Эйкерс, Таскани, Юниверсити-Хайтс |
| Район 2  | Горд Лоу            | - 2001—2013                                                             | Арбор-Лейк, Кинкора, Ранчлендс, Симонс-Вэлли, Ситадел, Хоквуд, Хэмптонс, Эджмонт |
| Район 3  | Джим Стивенсон      | - 2007—2013                                                             | Белфаст, Кантри-Хилс, Каслридж, Ковентри-Хилс, Мартиндейл, Панорама-Хилс, Симонс-Вэлли, Сэдл-Ридж, Тарадейл, Фолконридж, Харвест-Хилс, Эванстон |
| Район 4  | Гейл Грейс Маклауд  | - 2010—2013                                                             | Беддингтон-Хайтс, Гринвью, Куинс-Парк-Виллидж, Кэмбриан-Хайтс, Макьюэн, Норт-Хейвен, парк Ноус-Хилл, Роузмонт, Сэнстоун-Вэлли, Торнклифф, Хайвуд, Хайленд-Парк, Хантингтон-Хилс, Хидден-Вэлли |
| Район 5  | Рей Джонс           | - 1993—2013                                                             | Корал-Спрингс, Монтерей-Парк, Пайнридж, Рандл, промышленная зона Санридж — Хорайзон, Темпл, Уайтхорн |
| Район 6  | Ричард Путманс      | - 2010—2013                                                             | Аспен-Вудс, Гламорган, Гленбрук, Глендейл, Дискавери-Ридж, Коуч-Хилл, Кристи-Парк, Кугар-Ридж, Паттерсон, Роскаррок, Сигнал-Хилл, Спрингбанк-Хилл, Спрус-Клифф, Страткона-Парк, Уайлдвуд, Уэстгейт, Уэст-Спрингс |
| Район 7  | Дрю Фаррелл         | - 2001—2013                                                             | Банф-Трейл, Брайар-Хилл, Брентвуд, Далхузи, Даунтаун-Ист-Виллидж, Даунтаун-Калгари, Кенсингтон, Коллингвуд, Кресент-Хайтс, Кэпитол-Хилл, Маунт-Плезант, О-Клэр, Паркдейл, Пойнт-Маккей, Роуздейл, Саннисайд, Сент-Эндрюс-Хайтс, Хилхерст, Хоунсфилд-Хайтс, Чайнатаун, Чарльзвуд |
| Район 8  | Джон Мар            | - 2007—2013                                                             | Белтлайн (кварталы Коннот и Виктория-Парк), Бэнквью, Даунтаун-Уэст-Энд, Килларни, Клифф-Бангало, Маунт-Ройял, Мишен, Ратленд-Парк, Ричмонд, Санальта, Саут-Калгари, Скарборо, Шаганаппи, Элбоу-Парк |
| Район 9  | Джан-Карло Карра    | - 2010—2013                                                             | Акадия, Промышленная зона Бернс, Бриджленд, промышленная зона Вэллифилд, деловой район Глендир, Голден-Трайангл, промышленная зона Грейт-Плейнс, Довер, Инглвуд, промышленная зона Истфилд, Линвуд, Манчестер, Милликан-Истейтс, Огден, Огден-Шопс, Паркхилл — Стэнли-Парк, Ренфру, Ривербенд, Риверсайд, Роксборо, Рэмсей, Саут-Футхилс, промышленная зона Старфилд, Таксидо-Парк, промышленная зона Уигмор, Уинстон-Хайтс — Маунтвью, Форест-Лоун, промышленная зона Футхилс, Фэрвью, промышленная зона Фэрвью, промышленная зона Хайфилд, Шепард-Индастриал, Элит — Боннибрук — Манчестер, Эрлтон. |
| Район 10 | Андре Шабо          | - 2005—2013                                                             | Виста-Хайтс, Ирин-Вудс, Мальборо, Мальборо-Парк, Мейленд-Хайтс, Пенбрук-Медоус, Ред-Карпет, Рэдиссон-Хайтс, Саутвью, Форест-Лоун, Форест-Хайтс, Эббидейл, Эплвуд |
| Район 11 | Брайан Пинкотт      | - 2007—2013                                                             | Альтадоре, Бейвью, Бел-Эйр, Брейсайд, Британния, Гэррисон-Вудс, Игл-Ридж, казармы Карри, Келвин-Гров, Кингсленд, Лейквью, Линкольн-Парк, Медоуларк-Парк, Мейфэйр, Норт-Гленмор-Парк, Окридж, Паллизер, Памп-Хилл, Ратленд-Парк, Ридо-Парк, Роксборо, Саутвуд, Сидарбрей, Уинсор-Парк, Хейсборо, Чинук-Парк, Элбойя, Элбоу-Парк. В районе 11 также расположен Университет Маунт-Ройял и историческая деревня Херитидж-Парк. |
| Район 12 | Шейн А. Китинг      | - 2010—2013                                                             | Дуглас-Глен, Дугласдейл-Истейтс, Копперфилд, Кранстон, Маккензи-Лейк, Маккензи-Таун, Оберн-Бей |
| Район 13 | Диана Колли-Уркуарт | - 2000—2013                                                             | Брайдлвуд, Вудбайн, Вудлендс, Кэньон-Медоус, Милрайс, Сомерсет, Шонесси, Шони-Слопс, Эвергрин |
| Район 14 | Питер Демонг        | - 1995—1998 - 1998—2001 - 2001—2004 - 2004—2007 - 2007—2010 - 2010—2013 | Бонависта-Даунс, Дайамонд-Коув, Дир-Ран, Дир-Ридж, Куинсленд, Лейк-Бонависта, Мейпл-Ридж, Миднапор, Паркленд, Санданс, Сильверадо, Уиллоу-Парк, Уолден, Чапаррэл. |